# Psí hřbitov

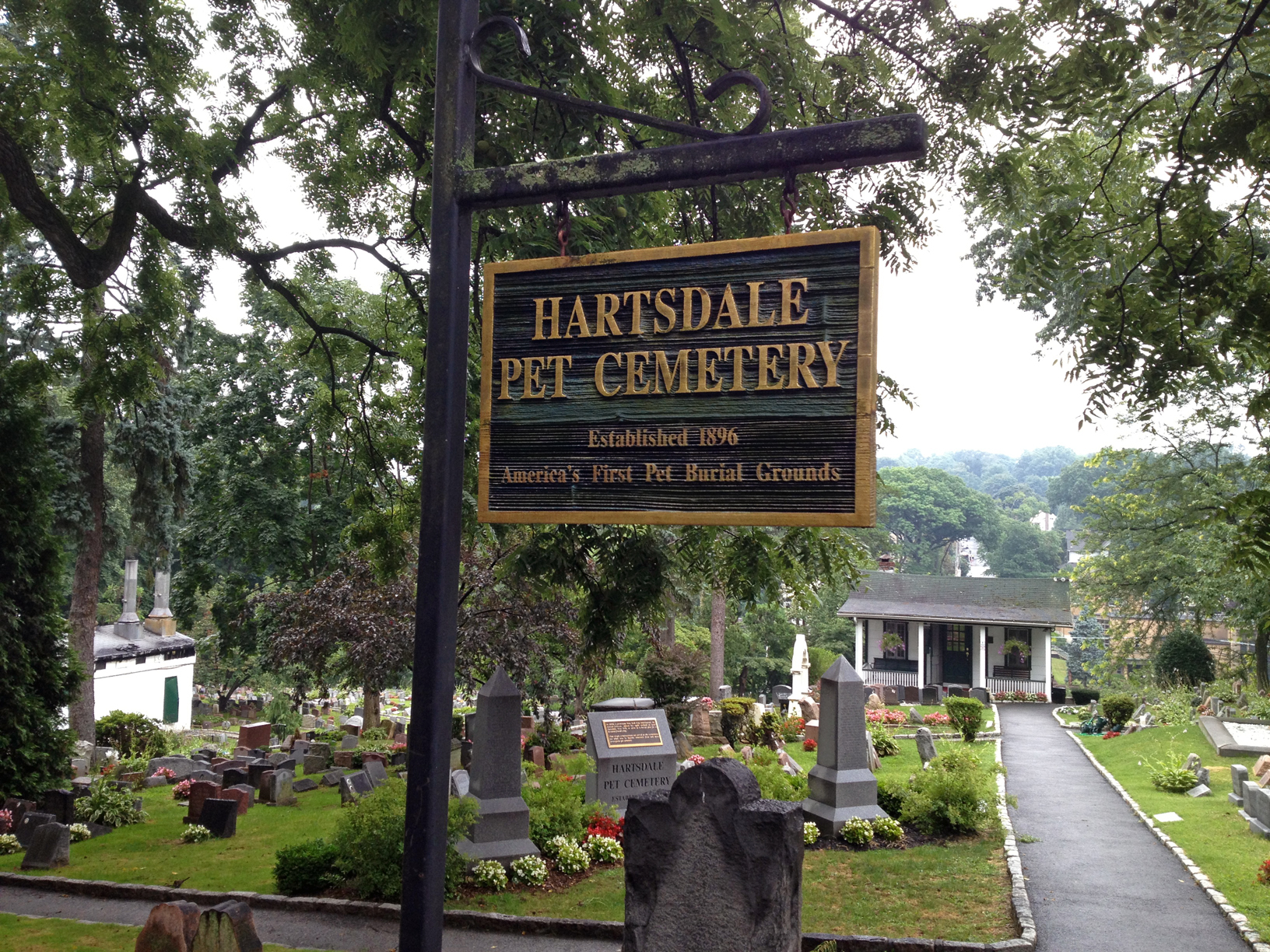
Zvířecí hřbitov v Hartsdale, stát New York, založený roku 1896

Psí hřbitov (jinak též zvířecí hřbitov, hřbitov domácích mazlíčků, hřbitov domácích zvířátek, hřbitov zvířat, hřbitov koček apod.) je pietní místo, kde lidé pohřbívají mrtvé zvířecí mazlíčky, respektive ostatky jejich těl (uhynulá těla nebo popel po kremaci). Ačkoli mohou existovat i specializovaná pohřebiště koček a jiných zvířat, s ohledem na určitou vžitou tradici i s ohledem na skutečnost, že nejčastějším tuzemským domácím mazlíčkem je pes, jsou pohřebiště domácích mazlíčků nejčastěji označována jako „psí hřbitov“.
Zvířecí hřbitov je v prostředí chovatelů drobných domácích zvířat alternativou hřbitova s ostatky mrtvých lidí.

## Historie

### Mumifikace ve starověkém Egyptě
S nejstaršími příklady projevování zvláštní úcty zvířatům se setkáváme už ve starověkých náboženstvích, kde často přecházela až do náboženského uctívání. Starověcí Egypťané z těchto důvodů mumifikovali kočky, které uctívali, ale také další posvátná zvířata, mezi něž patřil ibis, sokol nebo krokodýl.
V moderní západní kultuře dochází k takové přeměně úcty v uctívání spíše zřídka. Pietní pohřeb zvířete nicméně pro velkou část české společnosti zůstává podivínstvím, tím spíše, že mizí i tradiční úcta k mrtvým lidem.

### Psí hřbitovy v 19. a 20. století
Od druhé poloviny 19. století je nicméně mezi chovateli domácích zvířat zřejmý zvýšený zájem o pietní pohřby jejich domácích mazlíčků. Rostoucí zájem je ovlivněn módními trendy, finančními možnostmi chovatelů, větším upnutím se na domácí mazlíčky vlivem všeobecného civilizačního vypětí, ale i dalšími faktory.
Módní záležitostí byly první psí hřbitovy pro nemalou část šlechty v 19. století. Psí hřbitov se stal statusovou záležitostí. Jeden z prvních známějších tuzemských psích hřbitovů vznikl přibližně v druhé polovině 19. století v bažantnici třebivlického zámku (České středohoří). Zřídila si ho tam Ulrika von Levetzow, nenaplněná láska Johanna Wolfganga von Goetheho. Torzo jejího hřbitova se dochovalo až do konce třicátých let 20. století. Podobné hřbitovy pro aristokratické psy existovaly na přelomu 19. a 20. století také v Kunštátě, na zámku v Lánech, ve Ždánicích, v Českém Rudolci a také na hradě Bítov.

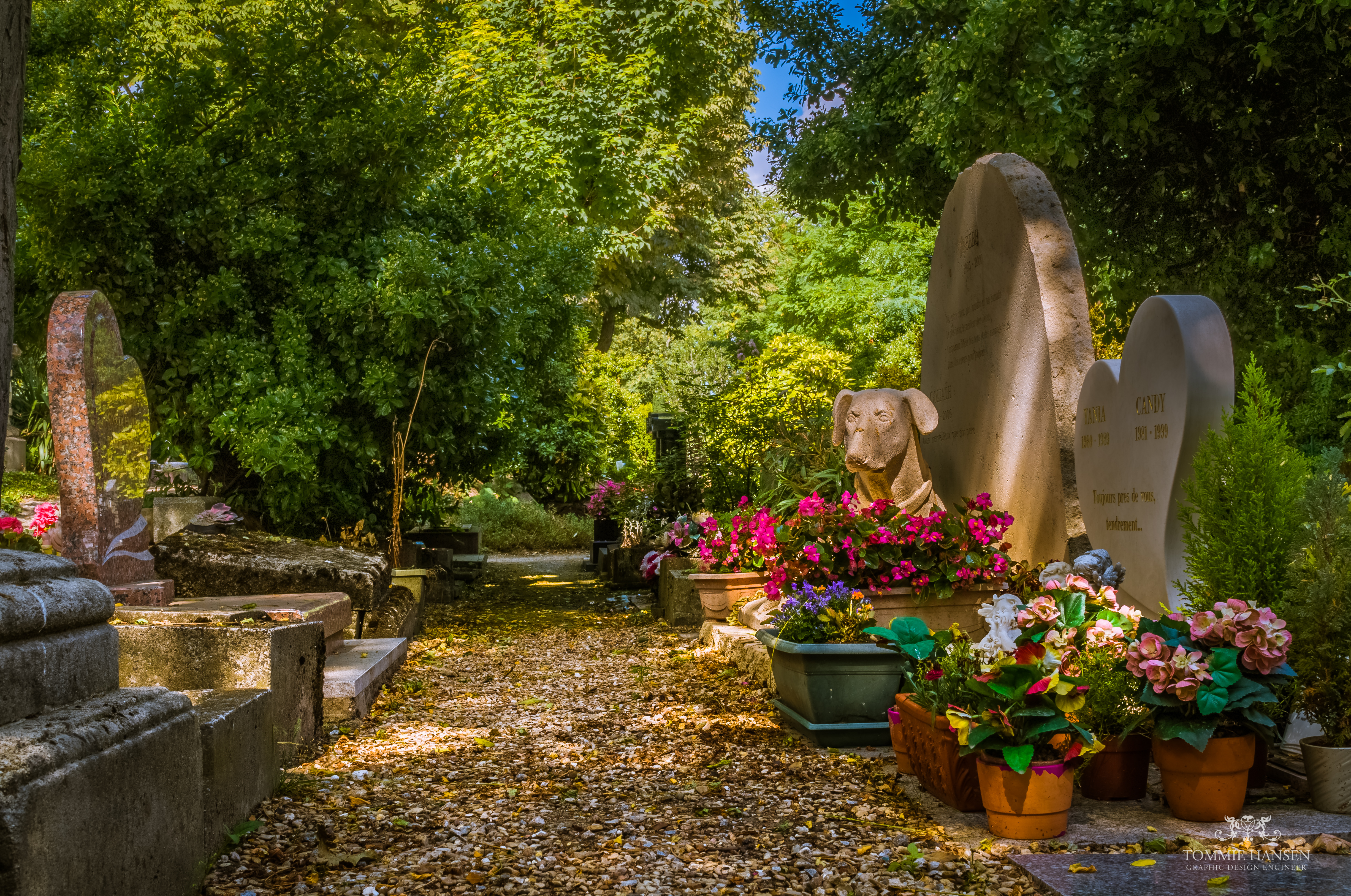
Cimetière des Chiens - zvířecí hřbitov v Asnières-sur-Seine, Francie

S rozvojem střední společnosti přestaly být psí hřbitovy výsadou šlechty. Vedle etických a emoční potřeb hrály stále větší roli také hygienické požadavky moderní doby. V zahraničí byl významný psí hřbitov poměrně živelně založen roku 1881 v londýnském Hyde Parku a fungoval až do roku 1903. Nejznámější evropský psí hřbitov je však umístěn na seinském ostrově des Revageurs v areálu zámku v Asnières. Byl založen roku 1899 a v roce 1932 na něm byla pohřbena i hollywoodská psí hvězda Rin Tin Tin.
Roku 1909 vznikl psí hřbitov na okraji Karlových Varů (dnes již neexistující). Na Jihlavsku založil roku 1933 malý psí hřbitov Josef Tomášek, lesmistr z Borovné. Spolek pro ochranu zvířat v pražských Jinonicích však o podobný hřbitov neúspěšně usiloval ještě v polovině třicátých let.

### Současnost
Kočky, psi i jiní domácí mazlíčkové byli z hlediska české legislativy dlouho pohřbíváni „na divoko“. Ke změně veterinárního zákona došlo až po roce 2000 se vznikem prvních zvířecích krematorií. Dnes v Česku existuje hned několik zvířecích hřbitovů. Pohřeb domácího mazlíčka na zvířecím hřbitově nicméně stále zůstává kuriozitou. Rozhodně není samozřejmostí, levnou ani snadnou záležitostí.